# Myriopholis lanzai
Myriopholis lanzai — вид змій родини струнких сліпунів (Leptotyphlopidae). Мешкає в Сахарі.

## Поширення і екологія
Myriopholis lanzai відомі з двох місцевостей, одна з яких розташована в Лівії, у оазі Гат на кордоні з Алжиром, а друга — в оазі Фая-Ларжо на півночі Чаду. Ймовірно, вони зустрічаються також в Алжирі. Myriopholis lanzai живуть в оазах в пустелі Сахара, ведуть риючий спосіб життя.